# 普鲁士公园体育场
普魯士公園球場（Borussia-Park）是德國足球甲級聯賽球隊門興格拉德巴赫的主場球場。普魯士公園球場在2004年7月取代Bökelberg球場成為門興的新主場。球場建設耗資8500萬歐元。球場可容納54,057入場觀看比賽，其中16,145席為站席。在所有未能承辦2006年世界杯足球賽的德甲球場中，普魯士公園球場是其中最大的一座球場。